# صخرة الماس
صخرة الماس هي جزيرة صغيرة (أنظر البحر الكاريبي) غير مأهولة تقع في المحيط الأطلسيّ جنوب شرق جزيرة المارتينيك على بعد ثلاثة كيلومترات تقريبًا من رأس الماس.
هذه الجزيرة مَعلَمٌ للنشاط البركانيّ الذي أصاب المنطقة منذ ما يقارب مليون عام؛ تظهر كصخرة بازلتيّة يقارب ارتفاعها 175 مترًا. ينتشر على سطحها الهشيم ونباتات الصبار.
لعبت الجزيرة بمسالكها الوعرة دورًا مهمًّا في معركة صخرة الماس خلال الحروب النابوليونية. وهي تحتلّ مكانًا استراتيجيًّا شمال مضيق القديسة لوسيا، مما يسمح لها بالتحكّم بالإبحار بين المارتينيك وجوارها جنوبًا القديسة لوسيا.

## الأهمية والتاريخ
في بداية القرن التاسع عشر، وأثناء الحروب المستعرة بين فرنسا وإنكلترا، كانت الدولتان تحاولان تأمين السيطرة على هذا القوس الجزيري، فقرّر البريطانيّون احتلال الجزيرة. في آذار عام 1804 وبمساعدة عاملي المفاجأة والطقس السانح، بسط الأميرال صامويل هود سيطرته على صخرة الماس وتعجّل بتحصينها عبر زرع خمس مدافع على قمّتها (ثلاثة مدافع من عيار أربع وعشرين رطل واثنان من عيار ثماني عشر رطل)، وعسكر هناك العشرات من جنوده تحت إمرة الملازم أول موريس. وأبقيت الوحدات لإزعاج البحرية الفرنسية.
سميت الجزيرة تيمناً بالسفينة الحربية البريطانية صخرة الماس (بالإنجليزية: Her Majesty's Ship -HMS- Diamond Rock)‏.
حاول الفرنسيّون أن يعاودوا سيطرتهم على الجزيرة طوال سبعة عشر شهرًا دون جدوى. لكن عام 1805 سيطر على الجزيرة الأميرال فيلنوف الذي أرسله نابوليون بونابارت (نابوليون الأول) ليحلّ الموقف منتصرًا في معركة صخرة الماس. وبالفعل استسلمت القوّات الإنكليزيّة التي فقدت الماء وكان ينقصها الطعام للقوّات الفرنسيّة يوم الثاني من حزيران 1805.

## المصدر
- http://www.nouvellesantilles.com/guide/decouvrir/communes-martinique/diamant.php
- http://planetantilles.com/index.php5?IdPage=1130169311